# Megaselia apicalis
Megaselia apicalis är en tvåvingeart som först beskrevs av Charles Thomas Brues 1905.  Megaselia apicalis ingår i släktet Megaselia och familjen puckelflugor. Inga underarter finns listade i Catalogue of Life.